# Espinho
Espinho és un municipi portuguès, situat al districte d'Aveiro, a la regió del Nord, a la subregió de Gran Porto i Gran Porto Area Metropolitana. L'any 2006 tenia 30.694 habitants. Es divideix en 5 freguesies. Limita al nord amb Vila Nova de Gaia, a l'est amb Santa Maria da Feira, al sud amb Ovar i a l'oest amb l'oceà Atlàntic. Ciutat: Espinho (pop. aprox. 10.000)
| Població del concelho d'Espinho (1900 – 2004) | Població del concelho d'Espinho (1900 – 2004) | Població del concelho d'Espinho (1900 – 2004) | Població del concelho d'Espinho (1900 – 2004) | Població del concelho d'Espinho (1900 – 2004) | Població del concelho d'Espinho (1900 – 2004) | Població del concelho d'Espinho (1900 – 2004) |
| --------------------------------------------- | --------------------------------------------- | --------------------------------------------- | --------------------------------------------- | --------------------------------------------- | --------------------------------------------- | --------------------------------------------- |
| 1900                                          | 1930                                          | 1960                                          | 1981                                          | 1991                                          | 2001                                          | 2004                                          |
| 3691                                          | 11736                                         | 23084                                         | 32409                                         | 34956                                         | 33701                                         | 31703                                         |

## Freguesies
- Anta
- Espinho
- Guetim
- Paramos
- Silvalde